# کوربینی (رمان)
کوربینی (انگلیسی: Blindsight) یک رمان علمی-تخیلی سخت نوشته پیتر واتس است که انتشارات تور بوکز در سال ۲۰۰۶ منتشر کرد. این کتاب نامزد دریافت جایزه ادبی هوگو برای بهترین رمان، جایزه کمبل و جایزه لوکس شده‌است.
داستان کتاب درباره خدمه یک کشتی فضایی است که برای کاوش یک جسم فرانپتونی به کمربند کوبپر اعزام شده‌اند که در آنجا با سفینه‌ای از بیگانگان روبه‌رو می‌شوند. این کتاب به پرسش‌هایی درباره موضوعاتی چون این‌همانی، خودآگاهی، اختیار، هوش مصنوعی، عصب‌شناسی، نظریه بازی‌ها، فرگشت و زیست‌شناسی می‌پردازد.
این کتاب بصورت رایگان با اجازه‌نامه کرییتیو کامنز در تارنمای انتشارات تور بوکز برای دانلود گذاشته شده‌است.

## داستان
راوی کتاب، سیری کیتون، یک مفسر است که به عنوان مفسر و مستندکننده عملیات در سفینه تزیوس (Theseus) حضور دارد. خدمه دیگر سفینه عبارتند از آیزاک اسزپیندل (زیست‌شناس تیم)، سوزان جیمز (زبان‌شناس تیم که همزمان سه شخصیت دیگر هم دارد: میشل، ساشا و کرانچر)، سرگرد آمانتا بیتس (افسر نظامی عملیات) و جوکا ساراستی (آخرین بازمانده گونه منفرض‌شده خون‌آشام‌ها که هوش و قدرت‌های فراانسانی دارد و به عنوان فرمانده عملیات انتخاب شده‌است).
داستان با بیدار شدن خدمه پس از شش سال خواب مصنوعی آغاز می‌شود. آنها با سفینه بیگانگان روبه‌رو می‌شوند که در حال ساخته شدن است و پس از برقراری تماس با بیگانگان به این نتیجه می‌رسند که با یک ماشبن با قابلیت اتاق چینی روبه‌رو هستند که خودآگاهی و خویشتن‌آگاهی ندارد. مذاکره با بیگانگان را رها کرده و  چندین‌بار به سفینه بیگانگان که خود را روشاخ (Rorschach) می‌نامید وارد می‌شوند و در حین نمونه‌گیری و کاوش‌های شتابزده آن دچار عوارضی همچون کوربینی، توهم کوتارد و سندرم آنتون-بابینسکی می‌شوند. سرانجام روشاخ کامل می‌شود و نبردی بین دو سفینه روی می‌دهد.